# Рафолче
Рафолче (словен. Rafolče) — поселення в общині Луковиця, Осреднєсловенський регіон, Словенія. 
Висота над рівнем моря: 367,4 м.